# 1923

## Esdeveniments
Països Catalans
- 23 de febrer, Catalunya: Albert Einstein visita Poblet, l'Espluga de Francolí, Terrassa, Barcelona, i pronuncia diverses conferències, convidat pel científic Esteban Terradas i Illa, com a part dels Cursos Monogràfics d'Alts Estudis i d'Intercanvi organitzats per la Mancomunitat de Catalunya i dirigits per Rafael de Campalans.[1]
- 3 de març, Barcelona: S'inaugura el Viaducte de Vallcarca, sobre la riera del mateix nom.[2]
- 7 de març, Barcelonaː S'hi inaugura el Teatre Barcelona, a la Rambla de Catalunya, número 4.[3]
- 10 de març, Vila-real: fundació del Vila-real Club de Futbol.
- 15 d'abril, Girona: S'inaugura el Teatre Albèniz, després transformat en cinema, que ja no existeix.[4]
- 20 de maig, València: s'inaugura oficialment l'Estadi de Mestalla del València CF.
- 1 de juny, Barcelona: Primer número de l'etapa barcelonina de La Revista Blanca.[5]
- 15 de juny, Barcelona: Es crea l'Agrupació Fotogràfica de Catalunya.[6]
- 8 de juliol: Fundació de la Unió Socialista de Catalunya.[7]
- 5 d'octubre, Barcelona: Es funda l'Editorial Joventut.[8]
- 10 d'octubre, 
  - Barcelona: S'inaugura la sala Coliseum, destinada al cinema i després al teatre.[9]
  - Barcelona: S'estrena al teatre Romea Les veus de la terra, de Josep Maria de Sagarra.[10]
- 28 d'octubre, Sant Pere de Ribes, Garraf: s'inaugura l'Autòdrom de Terramar.[11]
- 18 de novembre, Rubí: es funda l'Esbart Dansaire de Rubí.[12]

Resta del món
- 9 de gener, Madrid, Espanya: Juan de la Cierva hi fa el primer vol en autogir.
- 25 de març, Santiago, Xile: s'hi inicia la V Conferència Internacional on se signa el Tractat de Gondra, per arreglar els conflictes entre els diferents Estats americans.
- 24 de juliol, Lausana (Suïssa): Signatura del Tractat de Lausana entre les potències vencedores de la Primera Guerra Mundial i la Gran Assemblea Nacional de Turquia, després de la Guerra d'Independència Turca, i que servia per revocar el Tractat de Sèvres.[13]
- 27 d'agost, L'incident de Corfú va ésser una crisi diplomàtica que va enfrontar el Regne de Grècia i el Regne d'Itàlia.[13]
- 13 de setembre, Espanya: Cop d'Estat de Primo de Rivera que suspèn la Constitució Espanyola de 1876, dissolt el Parlament i instaura la dictadura, que durarà fins al gener del 1929. Es prohibeix l'ensenyament del català a les escoles.[14]
- 29 d'octubre, Ankara, Turquia: Proclamació de la República turca.
- 21 de desembre - el Nepal: aquest país, fins aleshores un protectorat britànic, esdevé independent.
- Any en el que el microorganisme Bacillus botulinus es torna a classificar per Van Ermengem (professor de bacteriologia a la universitat de Ghent, alumne de Robert Koch). A parit d'aquell moment se'l comença a anomenar Clostridium botulinum.[15]

### Còmic
- 1des  Morris

El 9 de març nasqué el dibuixant de Blondie Paul Fung Jr. (m. 2016).
El 17 d'abril, el portadiste novaiorqués Earl Norem (m. 2015);
el 22 l'entintador Sol Brodsky (m. 1994).
El primer de desembre, l'autor flamenc Maurice de Bévère Morris (m. 2001), cocreador de Lucky Luke.

### Premis Nobel
| Camp                  | Guardonats                                       |
| --------------------- | ------------------------------------------------ |
| Física                | - Robert Andrews Millikan                        |
| Química               | - Fritz Pregl                                    |
| Medicina o Fisiologia | - Frederick Banting - John James Richard Macleod |
| Literatura            | - William Butler Yeats                           |
| Pau                   | No atorgat                                       |

## Naixements
Països Catalans
- 6 de gener - València: Santiago Grisolía García, bioquímic valencià, president del Consell Valencià de Cultura des del 1996.
- 2 de febrer - Barcelona: Albert Ràfols-Casamada, poeta i pintor català (m. 2009).
- 9 de febrer - Mallorca: Cosme Covas Vidal, pintor.
- 14 de març - Cambrils: Josep Salceda i Castells, cronista oficial de la vila de Cambrils (m. 2011).
- 15 de març - Girona: Maria Mercè Costa Paretas, arxivera catalana, directora de l'Arxiu de la Corona d'Aragó (m. 2020).[16]
- 23 de març - Eivissa: Pepita Escandell, dramaturga, actriu, cantant i pianista eivissenca.[17]
- 20 d'abril - Barcelona: Antònia Sanjuan i Vidal –Antoñita Rusel–, cantant dels anys 40 i 50 del segle xx (m. 2021).[18]
- 21 de maig - Reus: Josep Maria Morató Aragonès, pintor català (m. 2006).
- 23 de maig - Barcelona, Barcelonès: Alícia de Larrocha, pianista catalana (m. 2009).[19]
- 31 de maig - Barcelona: Joan Ruiz i Calonja, historiador de la literatura (m. 2010).[20]
- 14 de juny - Olesa de Montserrat: Joana Grau Masagué, jugadora de bàsquet catalana (m. 2014).[21]
- 26 de juny - Barcelona: Maria Martorell i Codina, mestra i directiva del moviment coral a Catalunya (m. 2015).[22]
- 5 de juliol - Figueres, Alt Empordà: Agapit Torrent i Batlle, músic, saxofonista, i compositor, principalment de sardanes (m. 1991).[23]
- 8 de juliol - Benicarló: Manuel Alvar López, filòleg, dialectòleg i catedràtic espanyol (m. 2001).
- 9 de juliol - Lleida: Josep Vallverdú i Aixalà, escriptor català de reconeguda trajectòria en la literatura infantil.
- 30 de juliol - Manresa, Pla de Bages: Teresa Borràs i Fornell, compositora, pianista i professora de música catalana.[24]
- 31 de juliol - Barcelona: Joan Vernet i Ginés, arabista català.
- 5 d'agost - Barcelona: Ramon Noè i Hierro, dibuixant i pintor català.
- 1 de setembre - Sabadell: Oriol Casassas i Simó, pediatre català (m. 2012).[25]
- 14 de setembre - Portbou, Alt Empordà: Fabià Estapé i Rodríguez, economista polític, professor universitari català (m. 2012).
- 18 de setembre - Barcelona: Xavier Valls i Subirà, pintor català, pare de Manuel Valls i Galfetti.
- 27 de setembre - Barcelona: Maria del Carme Ponsati Capdevila, nedadora catalana (m. 2001).[26]
- 26 d'octubre - Lleida: Joan Oró i Florensa, bioquímic català.
- 1 de novembre - Barcelona: Victòria dels Àngels, soprano catalana.[27]
- 5 de novembre - Jesenice, Croàcia: Biserka Cvejić, mezzosoprano sèrbia d'origen croat.[28]
- 7 de novembre - Molins de Rei, província de Barcelona: Josep Maria Madorell i Muntané, ninotaire català.
- 19 de novembre - Sabadell, Vallès Occidental: Genoveva Masip i Torner, religiosa catalana, de la Companyia de les Filles de la Caritat de Sant Vicenç de Paül, coneguda com la Mare Teresa de les Rambles (m. 2015).[29]
- 30 de novembre, Barcelona: Maria Girona i Benet, pintora, gravadora catalana (m. 2015).[30]
- 13 de desembre - Barcelona: Antoni Tàpies, pintor català.
- Olot: Joaquim Danés i Llongarriu, metge i escriptor català.

Resta del món
- 20 de gener - Oslo: Nora Brockstedt, cantant noruega, primera representant del seu país, i en dues ocasions, a Eurovisió (m. 2015).[31]
- 21 de gener - Xerès: Lola Flores, cantant i ballarina de flamenc (m. 1995).[32]
- 24 de gener - Vannes: Geneviève Asse, pintora i gravadora francesa, creadora del «blau Asse» (m. 2021).[33]
- 25 de gener - Uppsala (Suècia): Arvid Carlsson, metge suec, Premi Nobel de Medicina o Fisiologia de l'any 2000.
- 15 de febrer, Merv, URSS: Ielena Bónner, activista pels drets humans a la Unió Soviètica i Rússia, esposa d'Andrei Sàkharov (m. 2011).[34]
- 27 de febrer, Los Angeles, Estats Units: Dexter Gordon, saxofonista de jazz (m. 1990).[35]
- 9 de març - Viena (Àustria): Walter Kohn, físic nord-americà d'origen austríac, Premi Nobel de Química de 1998 (m. 2016).
- 10 de març - Merriman, Nebraska (EUA): Val Logsdon Fitch, físic estatunidenc, Premi Nobel de Física de l'any 1980 (m. 2015).
- 14 de març - Nova York: Diane Arbus, fotògrafa estatunidenca (m. 1971).[36]
- 16 de març - 
  - Boston, Massachusetts (EUA): Merton Miller, economista nord-americà, Premi Nobel d'Economia de 1990 (m. 2000).
  - Nimes: Robèrt Lafont, lingüista, historiador, poeta, novel·lista, dramaturg i activista cultural i polític occità (m. 2009).[37]
- 21 de març, Castro Urdiales Marina Vega de la Iglesia, lluitadora antifranquista amb la Resistència Francesa (m. 2011).[38]
- 22 de març - Estrasburg, França: Marcel Marceau, mim de fama mundial (m. 2007)[39]
- 5 d'abril - Phan Rang–Tháp Chàm,(Vietnam): Nguyễn Văn Thiệu, militar i polític vietnamita, president de la República del Vietnam de 1965 a 1975. (m. 2001)[13]
- 20 d'abril - Alquízar, Cuba: Antonio Núñez Jiménez, polític, revolucionari i científic cubà. Pare de l'espeleologia llatinoamericana.[40]
- 22 d'abril - Nashville (Tennessee, EUA): Bettie Page, model pin-up estatunidenca (m. 2008)[41]
- 28 d'abril - l'Havana: Fina García Marruz, poetessa i investigadora literària cubana.[42]
- 5 de maig - Toronto, Canadà: Cathleen Synge Morawetz, fou una matemàtica canadenca-estatunidenca.[43]
- 7 de maig - Michigan City, Indiana: Anne Baxter, actriu nord-americana guanyadora del premi Oscar (m. 1985).[44]
- 8 de maig - Tessala, Algèria: Cheikha Remitti, cantant algeriana de música raï (m. 2006).[45]
- 21 de maig - La Chaux-de-Fonds, Suïssa: Armand Borel, matemàtic (m. 2003).
- 27 de maig:
  - Florència, Regne d'Itàlia: Lorenzo Milani, sacerdot catòlic i pedagog italià (m. 1967).
  - Fürth, Alemanya: Henry Kissinger, polític estatunidenc, Premi Nobel de la Pau de l'any 1973 (m. 2023).[46]
  - Graz, Àustria: Inge Morath, fotògrafa americana (nascuda austríaca) que va treballar a l'Agència Magnum (m. 2002).[47]
- 28 de maig - Dicsőszentmárton, Transsilvània, Romania: György Ligeti, compositor hongarès (m. 2006).[48]
- 29 de maig - Loins-le-Saunier, Jura (França): Bernard Clavel, assagista i escriptor francès. Premi Goncourt de l'any 1968 (m. 2010).
- 31 de maig - Newburgh (Nova York): Ellsworth Kelly, pintor i escultor estatunidenc (m. 2015).[49]
- 2 de juny - Cambridge, Massachusetts (EUA): Lloyd Shapley, economista i matemàtic estatunidenc, Premi Nobel d'Economia de l'any 2012 (m. 2016).[50]
- 3 de juny, Curau: Erika Böhm-Vitense, astrònoma estatunidenca d'origen alemany (m.2017).[51]
- 4 de juny - 
  - Madrid: Luisa Sala Armayor, actriu espanyola (m. 1986).[52]
  - Birmingham, Anglaterra: Elizabeth Jolley, novel·lista anglesa que visqué a Austràlia Occidental des dels anys 1950 (m. 2007).[53]
- 8 de juny - Buenos Aires, Argentinaː Ermina Odoardo, arquitecta, primera dona a exercir l'arquitectura a Santiago de Cuba.[54]
- 9 de juny - Babice: Milena Müllerová, gimnasta artística txecoslovaca, medallista olímpica.[55]
- 24 de juny - Tours, França: Yves Bonnefoy, poeta, crític d'art i traductor francès (m. 2016).[56]
- 26 de juny - Colònia: Franz-Paul Decker, director d'orquestra alemany de nacionalitat canadenca.
- 2 de juliol - Bnin, Polònia: Wisława Szymborska, poetessa polonesa, Premi Nobel de Literatura de l'any 1996.[57]
- 6 de juliol - Kurów, Polònia: Wojciech Jaruzelski, polític polonès, president de Polònia.
- 10 de juliol, Michoacán: Amalia Mendoza, cantant mexicana de ranxera i mariachi (m. 2001).[58][59]
- 11 de juliol, Kolín: Ludmila Dvořáková, soprano txeca (m. 2015).[60]
- 20 de juliol - Neuteich, Ciutat Lliure de Danzig: Elisabeth Becker, guardiana de camp de concentració alemanya.
- 21 de juliol - Mont-real, Canadà: Rudolph Marcus, químic estatunidenc d'origen canadenc. Premi Nobel de Química de l'any 1992.[61]
- 22 de juliol - Russell, Kansas (EUA): Robert Joseph "Bob" Dole, polític estatunidenc.[62]
- 25 de juliol, Vaxholm, Suècia: Maria Gripe, escriptora sueca de literatura infantil (m. 2007).[63]
- 31 de juliol - 
  - Madrid: Ana Mariscal, actriu, directora i productora cinematogràfica espanyola (m. 1995).[64]
  - New Kensington: Stephanie Kwolek, química polonesa-estatunidenca, inventora del Kevlar®, fibra d'alta resistència (m. 2014).[65]
- 2 d'agost -Wiszniew, Polònia: Ximon Peres, polític d'Israel (m. 2016).[13]
- 3 d'agost - Brooklyn: Anne Klein, dissenyadora de moda estatunidenca (m. 1974).[66]
- 25 d'agost - Bogotà, Colòmbia: Álvaro Mutis, periodista, escriptor i poeta colombià.
- 29 d'agost - Cambridge: Richard Attenborough, actor, director i productor de cinema anglès.
- 4 de setembre - Homburg: Edith Aron, escriptora i traductora alemanya, inspiradora de la Maga, de Rayuela (m. 2020).[67]
- 9 de setembre - Yonkers, Nova York (EUA): Daniel Carlton Gajdusek, metge nord-america, Premi Nobel de Medicina o Fisiologia de l'any 1976 (m. 2008).
- 13 de setembre - São Miguel, Açores: Natália Correia, escriptora portuguesa que participà en la vida política del seu temps (m. 1993).[68]
- 17 de setembre - Mount Olive (Alabama) (EUA): Hank Williams, cantant, compositor i músic estatunidenc.
- 18 de setembre -
  - París: Anna de Borbó-Parma, reina de Romania (m. 2016).[69]
  - Stockton-on-Tees, comtat de Durham: Peter Smithson, arquitecte (m. 2003).[70]
- 24 de setembre - Key West, Florida (EUA): Theodore "Fats" Navarro, trompetista estatunidenc de jazz (m. 1950).[71]
- 4 d'octubre - Evanston (Illinois), Estats Units: Charlton Heston, actor i director de cinema estatunidenc, famós especialment pels seus papers de Ben Hur i de Moisès (m. 2008).[72]
- 6 d'octubre - Adana: Yaşar Kemal, escriptor turc Premi Internacional Catalunya de l'any 1995 (m. 2015).[73]
- 15 d'octubre: Santiago de las Vegas, Cuba: Italo Calvino, escriptor italià.
- 17 d'octubre: Georg Oddner, fotògraf suec.
- 27 d'octubre, Nova York (EUA):  Roy Lichtenstein, pintor estatunidenc de Pop Art, artista gràfic i escultor, conegut sobretot per les seves representacions a gran escala de l'art del còmic (m. 1997).[74]
- 30 d'octubre, Créhen: Anne Beaumanoir, neurofisiòloga francesa i membre de la Resistència.[75]
- 31 d'octubre, Saragossa: Carmen Forns Aznar, coneguda com a Carmen de Lirio, vedet de revista, actriu i cantant (m. 2014).[76]
- 2 de novembre - Montevideo: Ida Vitale, escriptora, crítica, assagista, traductora i poetessa uruguaiana.[77]
- 8 de novembre - Jefferson City, Missouri (EUA): Jack Kilby, enginyer nord-americà, Premi Nobel de Física de l'any 2000 (m. 2005).
- 9 de novembre - Chicago: Elizabeth Hawley, periodista i cronista d'expedicions a l'Himàlaia.[78]
- 12 de novembre - Avilés: Julia Rodríguez-Maribona, iinventora del pal de fregar, juntament amb la seva mare, Julia Montoussé.[79]
- 15 de novembre - Toronto: Miriam Schapiro, artista feminista estatunidenca (m. 2015).[80]
- 17 de novembre, Pennsilvània: Ruth Bleier, neurofisiòloga nord-americana, estudiosa dels biaixos de gènere en biologia (m.1988).[81]
- 20 de novembre - Springs, Unió Sud-africana: Nadine Gordimer, escriptora sud-africana, Premi Nobel de Literatura 1991 (m. 2014).[82]
- 21 de novembre - Shangyu, Zheijiang (Xina): Xie Jin, actor, guionista i director de cinema xinès (m. 2008).[83]
- 22 de novembre - Viena: Victor Papanek, dissenyador i educador estatunidenc ferm defensor de la concepció social i ecològicament responsable de productes, eines i les infraestructures.
- 28 de novembre - Los Angeles: Glòria Grahame, actriu estatunidenca de cinema, teatre i televisió.[84]
- 2 de desembre - Nova York, Estats Units: Maria Kalogeropoulos, coneguda com a Maria Callas, soprano estatunidenca (m. 1977).[85]
- 10 de desembre - Buenos Aires, Argentina: Clorindo Testa, arquitecte argentí d'origen italià.
- 13 de desembre. Indianapolis, Indiana (EUA): Philip Warren Anderson, físic nord-americà, Premi Nobel de Física de l'any 1977.
- Póvoa de Atalaia: Eugénio de Andrade, pseudònim de José Fontinhas, poeta i prosista portuguès.
- Camariñas: Manuel Ferrol, fotògraf.

## Necrològiques
Països Catalans
- 21 de gener, Inca: Marcel·lina Moragues Ginart, poetessa mallorquina (n. 1855).[86]
- 11 de febrer, Barcelona: Joan Baptista Codina i Formosa, filòleg i eclesiàstic català.
- 10 de març, Barcelona: Salvador Seguí, àlies el Noi del Sucre, anarcosindicalista català, mort per un pistoler (36 anys).[87]
- 22 de juny, Barcelona: Cèsar August Torras i Ferreri, muntanyenc i primer promotor de l'excursionisme català.[88]
- 12 de juliol, Barcelona: Teresa Lostau i Espinet, pintora i ceramista catalana (n. 1884).[89]
- 10 d'agost, Cercedilla, Madrid, Espanya: Joaquim Sorolla i Bastida, pintor valencià (80 anys).[90]
- 26 de setembre, València: Ángel García Cardona, cineasta pioner del cinema a Espanya (67 anys).
- 3 de desembre, París: Roseta Mauri i Segura, ballarina catalana, musa i inspiradora de molts artistes impressionistes (n. 1850).[91]
- 27 de desembre, Barcelona: Lluís Domènech i Montaner, arquitecte, polític i historiador català (73 anys).
- 21 de desembre, Castellar del Vallès: Lluís Rodés i Pou, escolapi català.

Resta del món
- 3 de gener, Lipnice nad Sázavou (República Txeca): Jaroslav Hašek, escriptor txec (n. 1883)
- 5 de gener, Norwich: Edward Bunnet, compositor i organista anglès.
- 9 de gener, Fontainebleau, França: Katherine Mansfield, escriptora modernista neozelandesa (35 anys).
- 10 de febrer, Lennep, Prússia: Wilhelm Röntgen, físic alemany, Premi Nobel de Física l'any 1901 (77 anys).
- 4 de març, Rostrenen, Bretanya: Philomène Cadoret, escriptora bretona (n. 1982).[92]
- 8 de març, Amsterdam, Països Baixos: Johannes Diderik van der Waals, físic holandès, Premi Nobel de Física de 1910 (n. 1837).
- 26 de març, París, França: Sarah Bernhardt, actriu de cinema i teatre (78 anys).[93]
- 24 de març, Friburg de Brisgòvia: Carl Braig, filòsof i teòleg alemany.
- 4 d'abril, Schömberg (Alemanya): Iuli Ossípovitx Zederbaum, més conegut pel pseudònim de Iuli Màrtov, Julius Martov o L. Martov fou un revolucionari socialista ruslíder de la fracció menxevic. (n. 1873).[13]
- 6 d'abril, Washington, D.C.: Alice Cunningham Fletcher, antropòloga que estudià i documentà la cultura dels amerindis dels EUA (n. 1838).[94]
- 5 de maig, Gijón: Rosario de Acuña, escriptora, pensadora i periodista espanyola (n. 1850).[95]
- 23 de maig, Baviera: Heinrich Schmidt, compositor.
- 20 de juliol, José Doroteo Arango Arámbula, conegut pel seu nom de guerra, Francisco Villa o Pancho Villa fou un dels líders més importants de la Revolució Mexicana (n. 1878).[13]
- 2 d'agost, Califòrnia, EUA: Warren Harding, 29è president dels Estats Units, mort en el càrrec (58 anys).[13]
- 30 de setembre, París, Rosalie de Fitz-James: aristòcrata i salonnière francesa (n. 1862).[96]
- 30 d'octubre, Londres, Anglaterra: Andrew Bonar Law, polític britànic, Primer Ministre del Regne Unit (1922-23) (65 anys).[97]
- 8 de novembre, Flen, Suècia: Alfhild Agrell, escriptora i dramaturga sueca (n. 1849).[98]
- 2 de desembre, Madrid: Tomás Bretón y Hernández, compositor i violinista espanyol (72 anys).
- 27 de desembre: Alexandre Gustave Eiffel, enginyer civil (91 anys).
- Cöslin, Pomerània, Prússia: Carl Adolf Lorenz, compositor prussià (n. 1837).